# Sandro & Gustavo
Sandro & Gustavo foi uma dupla sertaneja formada pelos cunhados Sandro Rogério Ferreira das Neves (Goiás, 16 de janeiro de 1969 – Goiânia, 14 de dezembro de 2000) e Gustavo Coutinho Borges (Goiânia, 15 de novembro de 1969), que estouraram no Brasil inteiro em 2001 devido ao sucesso da música de duplo sentido "A Garagem da Vizinha".

## Biografia
Antes de serem uma dupla, os cunhados já vinham de outros projetos (embora já se conhecessem desde 1990). Sandro começou a carreira na dupla Sandro & Saulo e depois gravou um disco solo com músicas evangélicas. Gustavo formou a dupla Augusto & Gustavo em 1987 e gravou o primeiro disco no ano seguinte pela RGE e chegou a lançar um total de quatro discos. 
Em 1998, iniciaram suas atividades como Sandro & Gustavo. E já no ano seguinte, ao passarem pelo Domingão do Faustão, emplacaram o que seria seu maior sucesso até hoje, "A Garagem da Vizinha", e conseguiu aqueles curiosos sucessos rápidos pouco comuns na música sertaneja. Em poucas semanas, a música figurava entre as mais tocadas nas rádios e ganhou uma versão de Frank Aguiar, garantindo aos músicos uma demanda de 15 shows mensais pelo Brasil, fazendo com que a dupla aparecesse em programas televisivos populares da época e impulsionando a venda de 150 mil cópias do disco de estreia deles, lançado em 1999. Nesse disco, a dupla repetiu o sucesso com a romântica "Imã", que também figurou entre as mais tocadas nas rádios em 2000.
Nesse mesmo ano, aparece uma adaptação do português Quim Barreiros da 'Garagem da Vizinha', que aumentou a fama desta última nos palcos do mundo.
Porém, o sucesso repentino da dupla terminou em uma tragédia naquele mesmo ano. Sandro, que fazia a segunda voz, foi diagnosticado com hepatite C e teve que se desligar da dupla. O tratamento no Instituto Neurológico de Goiânia, no entanto, não surtiu efeito e o músico morreu no dia 14 de dezembro de 2000 após ter sido mantido por uma semana com um coágulo no cérebro. Gustavo, por sua vez, continuou com a carreira solo, fazendo lançamento dessa nova etapa também no mesmo programa da Rede Globo, onde a dupla se lançou. Sem o parceiro de estrada, Gustavo partiu a para carreira solo e já no primeiro CD de estreia, que trouxe como música de trabalho "Pra Abrir Meu Coração", recebeu o disco de ouro pela vendagem histórica de 100 mil cópias. O sucesso se repetiu também em 2005, no lançamento do segundo CD, com mais um disco de ouro, desta vez pela vendagem superior a 70 mil cópias. O cantor sertanejo Gustavo lançou um CD e DVD em 2008, comemorativos aos 20 anos de carreira.
Após quase 10 anos longe da mídia, Gustavo retomou o projeto Sandro & Gustavo com um novo parceiro (paralelo com a carreira solo) e ambos lançaram um disco intitulado A História Continua, que contém algumas inéditas e outras canções do repertório da formação original da dupla, como a própria "Garagem da Vizinha". O álbum tem a produção musical de César Augusto.
Entretanto, Gustavo continua focado na carreira solo. Em 2019, com o nome Gustavo Borges, lançou o CD Depois, que contém inéditas e regravações.

## Discografia
- 1999 - Sandro & Gustavo (Abril Music)
- 2018 - A História Continua (Atração Fonográfica)